# لئو پودولسکی
لئو پودولسکی (انگلیسی: Leo Podolsky؛ ۲۵ مهٔ ۱۸۹۴ – ۱ اکتبر ۱۹۸۷) نوازنده پیانو، رهبر ارکستر اهل روسیه بود.

## زندگی هنری
وی در دوره جوانی خود تعداد زیادی معلم پیانو داشت. زمانی که وی در حال تحصیل بود توانست به قراردادی در یک ارکستر بین‌المللی دست یابد ولی به دلیل شروع جنگ جهانی اول این قرارداد لغو شد. او به ارتش روسیه ملحق شد و در زمان خدمت خود، در روسیه و سیبری چند کنسرت اجرا کرد. او ۴۲۶ ارکستر در تور آسیا و اقیانوس آرام به اجرا گذاشت. وی همچنین به همراه ارکستر سمفونی در جاوه، ژاپن و چین شرکت کرد. پودولسکی پس از بازگشت به اروپا، در هنرستان موسیقی در برلین تدریس کرد و در سراسر اروپا کنسرت اجرا کرد. او اولین کار خود را در ایالات متحده آمریکا در شیکاگو، ایلینوی در سال ۱۹۲۴ شروع کرد. وی با ارکستر سمفونیک شیکاگو اجرا برنامه داشت. اولین کار هنری خود در نیویورک را در تاریخ ۱ دسامبر سال ۱۹۲۷ در تالار شهر انجام داد.

## فعالیت‌ها
- وی در سال ۱۸۲۶ در دانشگاه سنت ماریس در هند به مدت ۱۸ سال قسمت پیانو را رهبری می‌کرد.
- در سال ۱۹۸۳ بعد از مرگ همسر دوم خود به به بربانک کالیفرنیا نقل مکان کرد.
- وی مجموعه گسترده‌ای از خاطرات موسیقی خود را به بخش موسیقی دانشگاه کالیفرنیا جنوبی اهدا کرد.
- او قطعات زیادی را برای شرکت پیانو آمریکا ضبط کرده‌است.